# Veyre-Monton
Veyre-Monton ist eine französische Gemeinde mit 3698 Einwohnern (Stand: 1. Januar 2022) im Département Puy-de-Dôme in der Region Auvergne-Rhône-Alpes. Veyre-Monton gehört zum Arrondissement Clermont-Ferrand und zum Kanton Les Martres-de-Veyre (bis 2015 Hauptort (chef-lieu) des Kantons Veyre-Monton).

## Geografie
Veyre-Monton liegt am Fluss Veyre, etwa 16 Kilometer südsüdöstlich von Clermont-Ferrand. Umgeben wird Veyre-Monton von den Nachbargemeinden Orcet im Norden, Les Martres-de-Veyre im Osten, Corent im Südosten, La Sauvetat im Süden, Tallende im Westen und Südwesten sowie Le Crest im Nordwesten.
Durch die Gemeinde führen die Autoroute A75 sowie die früheren Route nationale 9 und Route nationale 678.
Straßenarbeiten in Veyre-Monton haben 2019 die erste megalithische Stätte in der Region freigelegt. Die Archäologen fanden Belege für Aktivitäten von der Jungsteinzeit bis zur Bronzezeit. Sie identifizierten 30 Menhire, die der Größe nach geordnet in einer etwa 50 m langen Reihe angeordnet waren, die genau von Norden nach Süden ausgerichtet war. Die meisten Menhire bestehen aus lokalem Basalt und sind unverziert, aber ein Exemplar aus Kalkstein wurde so geformt, dass es einer Frau mit zwei kleinen Brüsten ähnelt.

## Bevölkerungsentwicklung
| Jahr                       | 1962 | 1962 | 1962 | 1962 | 1968 | 1975 | 1982 | 1990 | 1999 | 2006 | 2017 |
| Einwohner                  | 1092 | 943  | 765  | 992  | 1187 | 1652 | 2572 | 3381 | 3443 | 3349 | 3542 |
| Quellen: Cassini und INSEE |      |      |      |      |      |      |      |      |      |      |      |

## Sehenswürdigkeiten

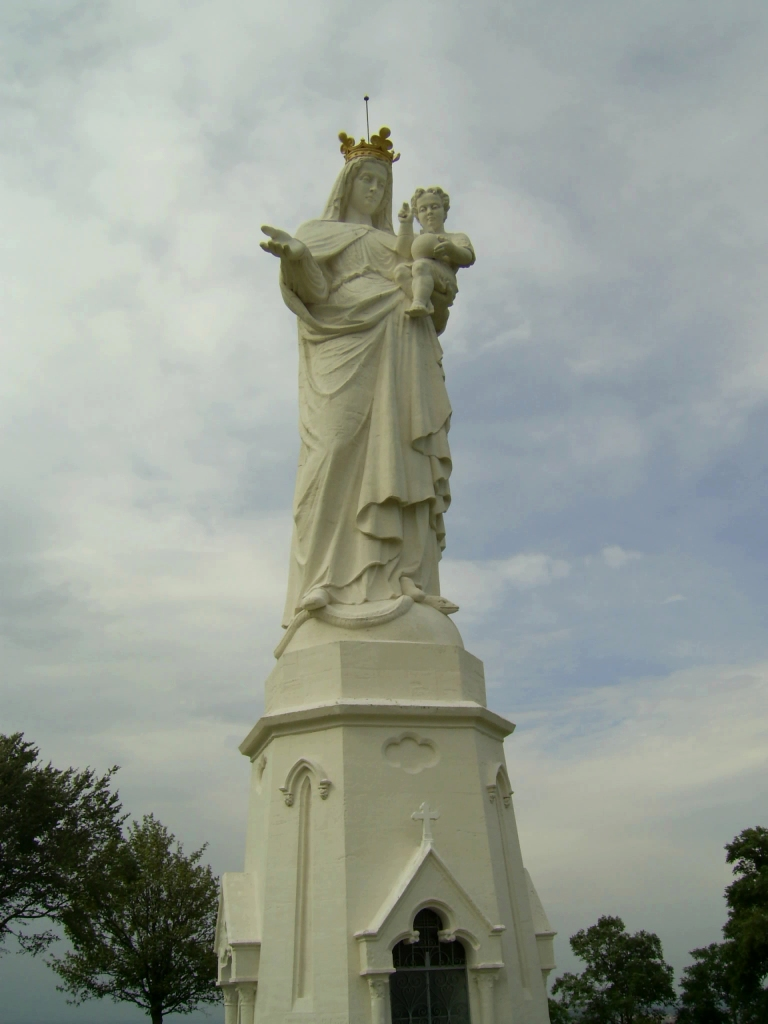
Die Jungfrau von Monton (Vierge de Monton)

- Die Jungfrau von Monton, eine Skulptur von Aristide Belloc aus dem Jahre 1869, zugleich die viertgrößte Statue in Frankreich mit einer Höhe von 21 Metern und einem Gewicht von etwa 200 Tonnen, am Fuße des Sockels befindet sich eine deutsche Kanone
- Teile des Oppidums von Corent

## Persönlichkeiten
- Agénor Bardoux (1829–1897), Jurist, Schriftsteller und Politiker (Kultusminister während der dritten Republik), war der letzte Friedensrichter von Veyre-Monton
- Anthony Vernon Cotter (* 1962), neuseeländischer Rugbytrainer, lebte von 2006 bis 2010 in Veyre-Monton
- Jamie Cudmore (* 1978), kanadischer Rugbyspieler, lebt in Veyre-Monton